# Route A4 (Lettonie)
Pour les articles homonymes, voir A4 et Route A4.
La route A4 (Autoceļš A4) est une  route nationale de Lettonie reliant Baltezers (lv) à Saulkalne (lv). Elle contourne Riga par l'est. Elle mesure 20,5 km. Elle fait partie des routes européennes 67 et 77.